# HMS Tipperary
HMS Tipperary – brytyjski niszczyciel z okresu I wojny światowej. Pierwotnie okręt został zamówiony w Wielkiej Brytanii przez rząd Chile jako jedna z sześciu jednostek typu Almirante Lynch i zwodowany 5 marca 1915 roku jako „Almirante Riveros” w stoczni J. Samuel White w Cowes. W trakcie wyposażania jednostka została zarekwirowana i zakupiona przez Wielką Brytanię, wchodząc w skład Royal Navy w maju 1915 roku, już jako HMS „Tipperary”. Okręt wziął udział w bitwie jutlandzkiej, podczas której został zatopiony 1 czerwca 1916 roku z większością załogi ogniem artylerii niemieckich pancerników SMS „Westfalen” i „Nassau”.

## Projekt i budowa
Niszczyciele typu Almirante Lynch zostały zamówione przez rząd Chile w Wielkiej Brytanii na początku 1911 roku . W momencie budowy okręty te należały do największych i najsilniej uzbrojonych jednostek tej klasy na świecie . Z zamówionych sześciu niszczycieli tylko dwa zostały ukończone do wybuchu I wojny światowej i odebrane przez Armada de Chile; pozostałe cztery zostały zarekwirowane przez rząd brytyjski i wcielone do Royal Navy jako HMS „Faulknor”, HMS „Broke”, HMS „Botha” i HMS „Tipperary” . Przejęte przez Brytyjczyków niszczyciele zostały lekko zmodyfikowane w stosunku do pierwowzoru: zamontowano na nich wyrzutnie torpedowe o kalibrze 533 mm i pojedyncze działko przeciwlotnicze kal. 40 mm (zamiast dwóch karabinów maszynowych kal. 7,7 mm), a większa masa zainstalowanego uzbrojenia spowodowała wzrost wyporności okrętów .
Przyszły HMS „Tipperary” zbudowany został w stoczni J. Samuel White w Cowes . Stępkę okrętu pod nazwą „Almirante Riveros” położono w 1912 roku, a zwodowany został 5 marca 1915 roku .

## Dane taktyczno-techniczne
Okręt był dużym niszczycielem o długości całkowitej 100,8 metra (97,5 metra między pionami), szerokości 9,91 metra i zanurzeniu 3,53 metra . Wyporność normalna wynosiła 1610 ton, a pełna 2000 ton . Siłownię okrętu stanowiły trzy zestawy turbin parowych systemu Parsonsa o łącznej mocy 30 000 KM, do których parę dostarczało sześć kotłów White-Forster . Prędkość maksymalna napędzanego trzema śrubami okrętu wynosiła 31 węzłów . Okręt zabierał zapas 433 ton węgla i 83 tony paliwa płynnego, co zapewniało zasięg wynoszący 2750 Mm przy prędkości 15 węzłów .
Na uzbrojenie artyleryjskie okrętu składało się sześć pojedynczych dział kalibru 102 mm (4 cale) Armstrong L/40, pojedyncze działko przeciwlotnicze Vickers kal. 40 mm Mark II L/39 i dwa pojedyncze karabiny maszynowe kal. 7,7 mm L/94 . Broń torpedową stanowiły dwa podwójne aparaty kal. 533 mm (21 cali) .
Załoga okrętu składała się z 197 oficerów, podoficerów i marynarzy .

## Służba
Będący w trakcie prac wyposażeniowych niszczyciel został na początku wojny zakupiony przez rząd brytyjski i wszedł do służby w Royal Navy w maju 1915 roku, jako HMS „Tipperary” . Jednostka z racji wielkości była klasyfikowana jako przewodnik flotylli . Podczas służby w brytyjskiej marynarce okręt nosił numer taktyczny H6C .
W dniach 31 maja – 1 czerwca 1916 roku HMS „Tipperary” wziął udział w bitwie jutlandzkiej, przewodząc 4. Flotylli Niszczycieli (pod dowództwem kmdra C.J. Wintoura). Około północy niszczyciele 4. Flotylli stanęły na drodze zmierzającej do Wilhelmshaven Hochseeflotte. Zaskoczone okręty brytyjskie, w tym płynący jako pierwszy w szyku „Tipperary”, dostały się pod ciężki ogień niemieckich pancerników i krążowników, lecz pomimo to wykonały atak torpedowy, zmuszając przeciwników do wykonywania uników („Tipperary” wystrzelił dwie niecelne torpedy). Ofiarą prowadzonego z odległości zaledwie 1000 metrów ostrzału został „Tipperary”, który trafiony wielokrotnie pociskami drednotów SMS „Westfalen” i „Nassau” oraz krążowników „Rostock”, „Elbing” i „Hamburg” zatonął płonąc 1 czerwca o godzinie 2:00 . Na jego pokładzie zginęło 185 członków załogi; dziewięciu rozbitków uratował i wziął do niewoli niemiecki niszczyciel SMS S 53, a lekarz okrętowy został wyłowiony przez kuter pochodzący z zatopionego krążownika „Elbing” .